# Kaka Sékou Camara
Pour les articles homonymes, voir Camara.
Kaka Sékou Camara est un député et homme politique guinéen.
Député uninominal de la circonscription de N'zérékoré de mars 2020 au 5 septembre 2021.

## Biographie
Député uninominal de la commune de N'zérékoré de 2020 en 2021 de la dernier législation de mars 2020. Il est 2ème vice-président de la commission environnement, pêche, développement rural et durable  de la 9eme législative de la république de Guinée sous la présidence Alpha Condé,.